# Samsø (obec)
Samsø Kommune je dánská komuna v regionu Midtjylland. Vznikla roku 2007 po dánských strukturálních reformách. Zaujímá oblast 114,71 km², ve které v roce 2016 žilo 3 710 obyvatel.
Centrem kommune je město Tranebjerg.

## Sídla
V Samsø Kommune se nacházejí 3 obce.
| Sídla      | Obyvatel (2016) |
| ---------- | --------------- |
| Nordby     | 211             |
| Onsbjerg   | 237             |
| Tranebjerg | 810             |